# Madrid (Debussy)
Pour les articles homonymes, voir Madrid (homonymie).
Madrid est une mélodie de Claude Debussy composée en 1879 sur un poème d'Alfred de Musset.

## Composition
Debussy compose Madrid sur un poème d'Alfred de Musset, tiré de son recueil Contes d'Espagne et d'Italie, fin 1879. Le manuscrit porte comme incipit « Madrid, princesse des Espagnes », a comme dédicataire « À mes bons amis P. Vidal et Passérieu... » et est signé Ach. de Bussy. Paul Vidal, dédicataire de la mélodie, et camarade au conservatoire en classe de composition chez Massenet (ainsi que François Passérieu, Gabriel Pierné et Edmond Missa) rapporte qu'il ne se lassait pas de l'entendre, de même que la Ballade à la lune, sur un autre poème d'Alfred de Musset, « notée en 
, en sol, dans le style de la Venise de Gounod » selon Léon Vallas, œuvre qui n'a pour le moment pas été retrouvée.
Madrid, écrite sous l'influence d'Edmond Missa, est l'une des premières mélodies du compositeur.
Cette œuvre s'inscrit dans la lignée des pièces inspirées par l'Espagne, chez Debussy (Mandoline, Chanson espagnole, Séguidille, Fantoches, La soirée dans Grenade, Gigues et Ibéria). L'accompagnement rappelle le jeu d'une guitare.
Le manuscrit autographe, d'une page, est conservé à la Bibliothèque Beinecke de livres rares et manuscrits de l'Université Yale (Koch 14),. La partition, « de forme assez simple, [...] ne comporte pas de texte noté sous la musique [mais] s'adapte parfaitement aux sept sixains du poème de Musset ».
La durée moyenne d'exécution de la pièce est de trois minutes environ.
La compositrice française Pauline Viardot mit ce même texte également en musique en 1884.
Dans le catalogue des œuvres du compositeur établi par le musicologue François Lesure, Madrid porte le numéro L 1 (2).

## Analyse

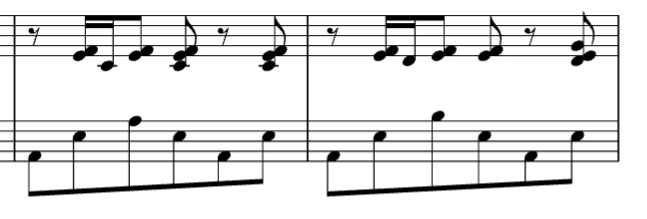
Extrait de la partition.

L'œuvre est écrite en la majeur, à 
. L'accompagnement du piano comprend une basse en croches sur pédale de la, tandis que la main droite étale un ostinato rythmique marquant les contretemps, caractéristique d'un rythme dansant de guitare, donnant à l'œuvre son caractère hispanisant.
Les harmonies, simples, sont principalement des accords parfaits enrichis de 6e ou 7e, dans le goût français.
La mélodie est composée de 8 courbes, marquant les 6 vers des strophes dont les deux derniers sont répétés. Composée quasiment uniquement des notes de la gamme pentatonique, elle assure le charme et la gaieté de la musique par son euphonie.

## Texte
La musique reflète le caractère léger et insouciant du texte, dépeignant la ville de Madrid en fête le soir et « une vision satirique des femmes d'Andalousie ».
Madrid, princesse des Espagnes,
Il court par tes mille campagnes
Bien des yeux bleus, bien des yeux noirs.
La blanche ville aux sérénades,
Il passe par tes promenades
Bien des petits pieds tous les soirs.
Madrid, quand tes taureaux bondissent,
Bien des mains blanches applaudissent,
Bien des écharpes sont en jeux.
Par tes belles nuits étoilées,
Bien des senoras long voilées
Descendent tes escaliers bleus.
.
Madrid, Madrid, moi, je me raille
De tes dames à fine taille
Qui chaussent l'escarpin étroit ;
Car j'en sais une par le monde
Que jamais ni brune ni blonde
N'ont valu le bout de son doigt !
J'en sais une, et certes la duègne
Qui la surveille et qui la peigne
N'ouvre sa fenêtre qu'à moi ;
Certes, qui veut qu'on le redresse,
N'a qu'à l'approcher à la messe,
Fût-ce l'archevêque ou le roi.
.
Car c'est ma princesse andalouse !
Mon amoureuse ! ma jalouse !
Ma belle veuve au long réseau !
C'est un vrai démon ! c'est un ange !
Elle est jaune, comme une orange,
Elle est vive comme un oiseau !
Oh ! quand sur ma bouche idolâtre
Elle se pâme, la folâtre,
Il faut voir, dans nos grands combats,
Ce corps si souple et si fragile,
Ainsi qu'une couleuvre agile,
Fuir et glisser entre mes bras !
.
Or si d'aventure on s'enquête
Qui m'a valu telle conquête,
C'est l'allure de mon cheval,
Un compliment sur sa mantille,
Puis des bonbons à la vanille
Par un beau soir de carnaval..

## Discographie
- Claude Debussy : intégrale des mélodies, 4 CD, Liliana Faraon et Magali Léger (sopranos), Marie-Ange Todorovitch (mezzo-soprano), Gilles Ragon (ténor), François Le Roux (baryton), Jean-Louis Haguenauer (piano), Ligia Digital, 2014[7],[8].
- Claude Debussy : The complete works, CD 19, Marie-Ange Todorovitch (mezzo-soprano), Jean-Louis Haguenauer (piano), Warner Classics, 2018[9].
- Debussy: Nuits blanches Vol. 4, Véronique Dietschy (soprano), Emmanuel Strosser (piano), Decca Records France, 2002 .